# Anemplocia imparata
Anemplocia imparata är en fjärilsart som beskrevs av Walker 1864. Anemplocia imparata ingår i släktet Anemplocia och familjen mätare. Inga underarter finns listade i Catalogue of Life.